# Eriostethus trifasciatus
Eriostethus trifasciatus là một loài tò vò trong họ Ichneumonidae.